# Brodo

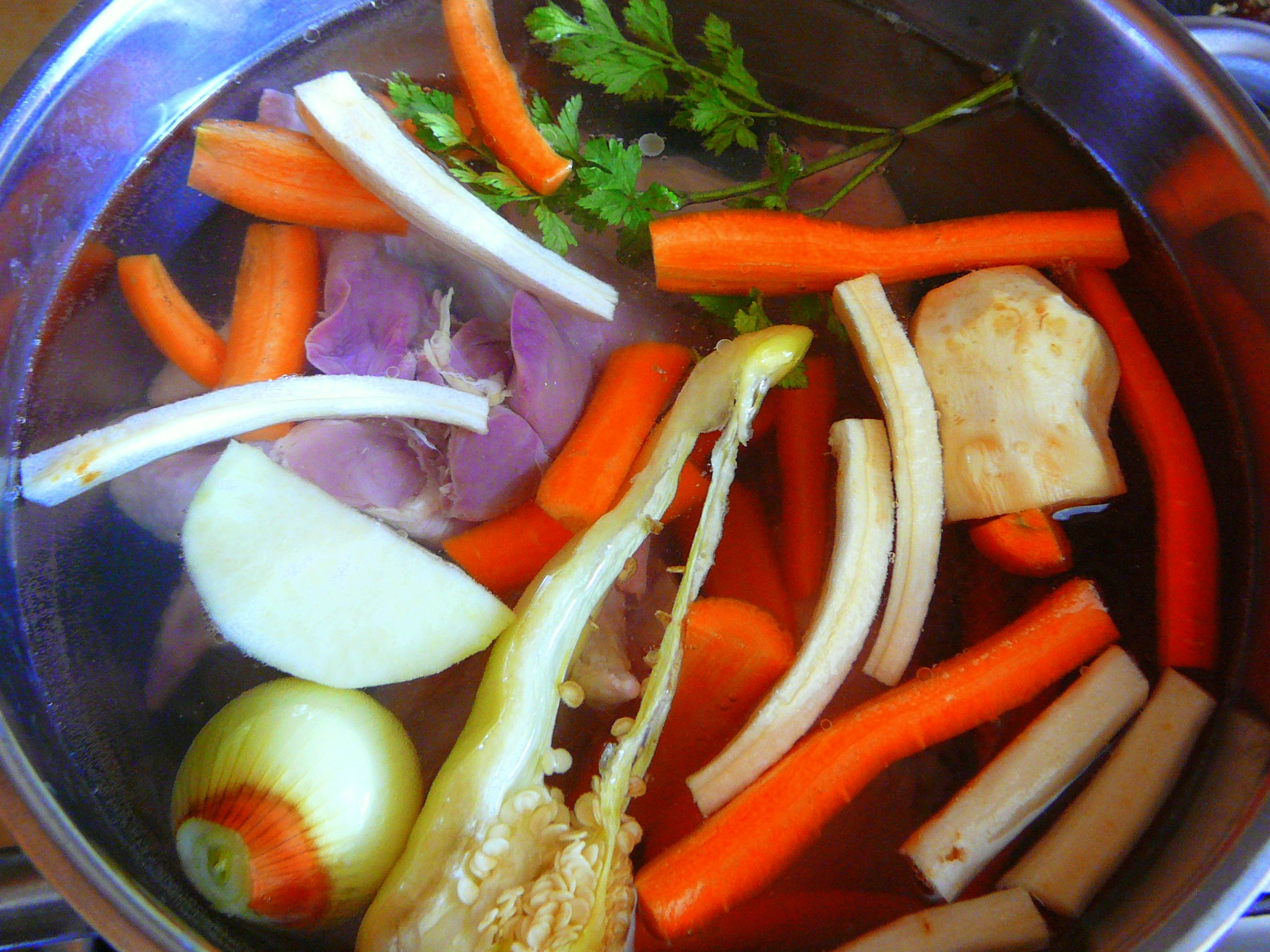
Vegetarische brodo

Brodo (Italiaans: kooknat, bouillon) is  kooknat van vlees, groente of vis, dat eventueel met zout of specerijen gebruikt kan worden voor verschillende gerechten zoals soepen (minestre), sausen en risotto. 